# Dawson County, Georgia
Dawson County är ett administrativt område i delstaten Georgia, USA, med 22 330 invånare. Den administrativa huvudorten (county seat) är Dawsonville. 

## Geografi
Enligt United States Census Bureau har countyt en total area på 554 km². 546 km² av den arean är land och 8 km² är vatten.

### Angränsande countyn
- Fannin County, Georgia - nord
- Lumpkin County, Georgia - nordost
- Hall County, Georgia - öst
- Forsyth County, Georgia - syd
- Cherokee County, Georgia - sydväst
- Pickens County, Georgia - väst
- Gilmer County, Georgia - nordväst